# Crescencia Pérez
María Crescencia Pérez (San Martín, Argentina; 17 de agosto de 1897-Vallenar, Chile; 20 de mayo de 1932) fue una religiosa argentina perteneciente a la congregación del Noviciado de las Hermanas del Huerto. El 17 de noviembre de 2012 fue beatificada en Pergamino, provincia de Buenos Aires, por el cardenal Angelo Amato, enviado especial del papa Benedicto XVI y el arzobispo Estanislao Esteban Karlic.

## Biografía

### Primeros años e infancia
Sus padres fueron Agustín Pérez y Ema Rodríguez, inmigrantes originarios de Galicia (España) que se se casaron en la provincia argentina de Córdoba en 1889. 
Nació en el seno de una familia de creencias religiosas cristianas y fue la quinta de once hijos, cuatro de ellos muertos en la infancia; sus hermanos fueron Emilio, Antonio, Agustín, Aída, María Luisa y José María. La familia se radicó primero en Argentina, pero luego tuviron que emigrar por un corto período a Montevideo (Uruguay) debido a una escena política convulsionada. 

### Vida religiosa
El 31 de diciembre de 1915 ingresó en el Noviciado de las Hermanas del Huerto en Buenos Aires. Tomó los hábitos el 21 de septiembre de 1916 y emitió sus primeros votos el 7 de septiembre de 1918. Durante sus primeros años como hermana, se dedicó a la enseñanza de labores y catequesis en la Escuela Taller adjunto a la Casa Provincial y en el Colegio del Huerto de Buenos Aires. En 1925 se trasladó para atender a enfermos en el Sanatorio Marítimo de Mar del Plata (Solarium), donde se contagió de tuberculosis pulmonar.
En busca de un lugar más favorable para su salud, sus superiores decidieron trasladarla a Vallenar (Chile), donde las hermanas del Huerto servían en el hospital desde 1915. Allí en compañía de la madre provincial llegó en marzo de 1928. Trabajó en el antiguo hospital de la ciudad, donde fue conocida por los pacientes y la comunidad como «la santita». Su salud empeoró y pasó cortas temporadas en Freirina y Quillota para intentar reponerse; finalmente, murió en el hospital de Vallenar el 20 de mayo de 1932. Estuvo enterrada en el cementerio de Vallenar hasta 1966, cuando su cuerpo fue trasladado a Quillota; en 1986, sus restos fueron repatriados a la Argentina.
En 1986 los obispos de Argentina y el obispo de Copiapó, Fernando Ariztía Ruiz, decidieron abrir el proceso de beatificación y canonización de la Hermana Crescencia.

## Beatificación
A Sor Crescencia se le atribuye la curación de María Sara Pane, quien en 1995 con 23 años se encontraba internada en el Hospital Italiano de Buenos Aires con un cuadro de hepatitis agravado por diabetes. Su aparente recuperación fue aceptado por el Papa Benedicto XVI como un milagro obra de Crescencia Pérez, y aprobó su beatificación el 19 de diciembre de 2011. La recuperación de Pane se dio de manera repentina, luego de que una de las hermanas que estaba a su cuidado le regaló una estampita de Sor Crescencia y se hicieran cadenas de oración por su delicado estado de salud. La enferma pasó de un estado crítico a una recuperación instantánea, con estudios médicos que revelaron que su hígado comenzó a funcionar normalmente, evitando a su vez el trasplante. Esto reactivó la causa por la beatificación de la monja.
La ceremonia se llevó a cabo el 17 de noviembre de 2012 en Pergamino, provincia de Buenos Aires, lugar donde vivió gran parte de su infancia y adolescencia. El cardenal Angelo Amato, de la Congregación para las Causas de los Santos, actuó como delegado pontificio y viajó hasta Argentina donde presidió la ceremonia de beatificación.
Finalizada su ceremonia, Crescencia Pérez se convirtió en la quinta persona argentina en ser beatificada, precedida por María Tránsito de Jesús Sacramentado, Artémides Zatti, María Ludovica De Angelis y Ceferino Namuncurá.